# Albany (Ohio)
Albany é uma vila localizada no estado norte-americano de Ohio, no Condado de Athens.

## Demografia
Segundo o censo norte-americano de 2000, a sua população era de 808 habitantes.
Em 2006, foi estimada uma população de 815, um aumento de 7 (0.9%).

## Geografia
De acordo com o United States Census Bureau tem uma área de
3,2 km², dos quais 3,2 km² cobertos por terra e 0,0 km² cobertos por água. Albany localiza-se a aproximadamente 231 m acima do nível do mar.

## Localidades na vizinhança
O diagrama seguinte representa as localidades num raio de 20 km ao redor de Albany.